# 西門町 (新竹市)

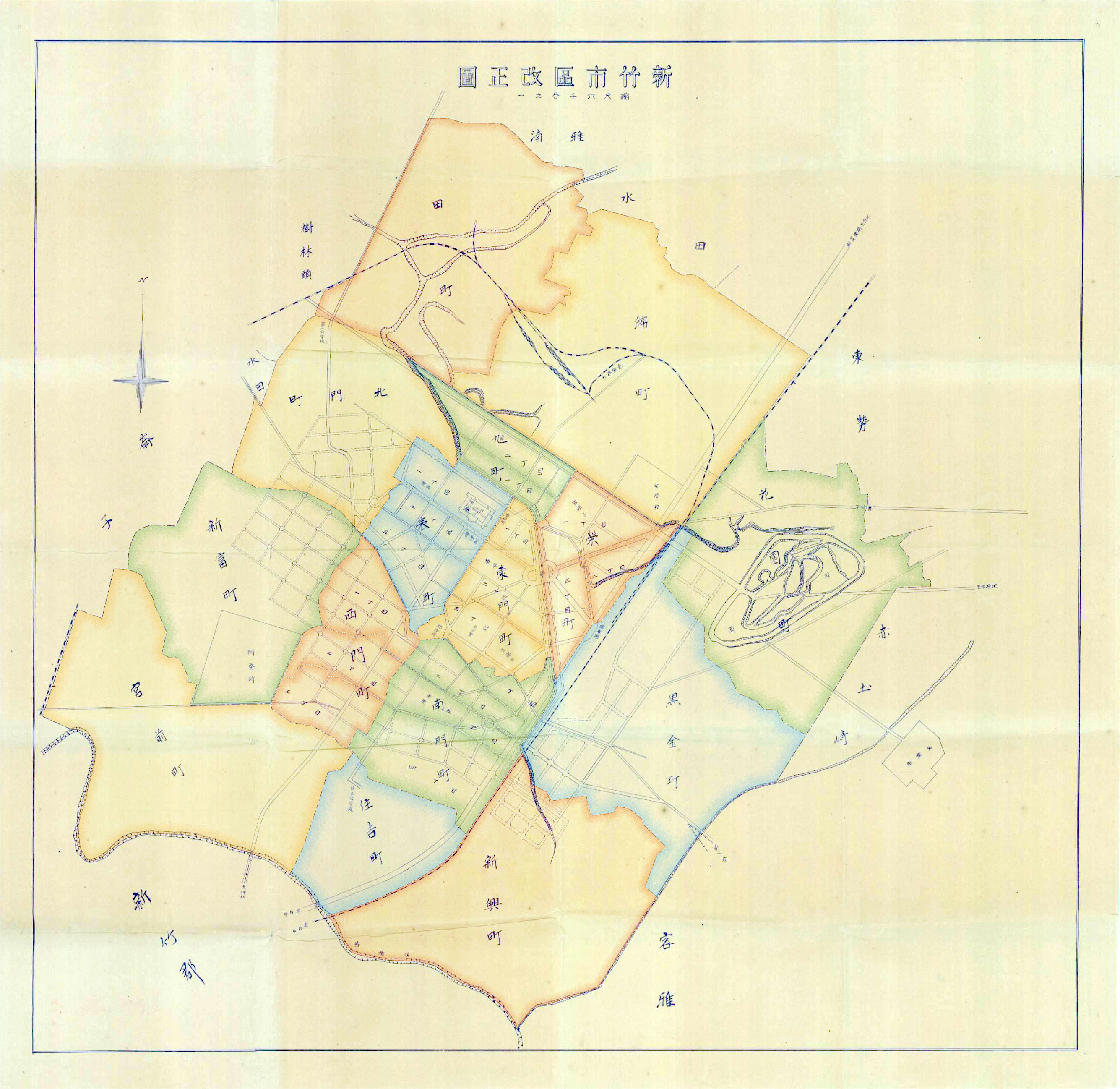
新竹市町名

西門町為新竹州新竹市自1935年實施町名改正所成立的行政區之一，共分為三個丁目，位於現今新竹市北區，大約為北大路、長安街和石坊街之間的街廓。日治時期的町名在戰後改為地籍劃分，新竹市西門町一至三丁目仍可對照於地籍的西門段一至三小段。

## 設施
- 第二幼稚園
- 西門消費市場
- 新竹御舍營所[1]